# المدمرة نوع 052 دال الصينية

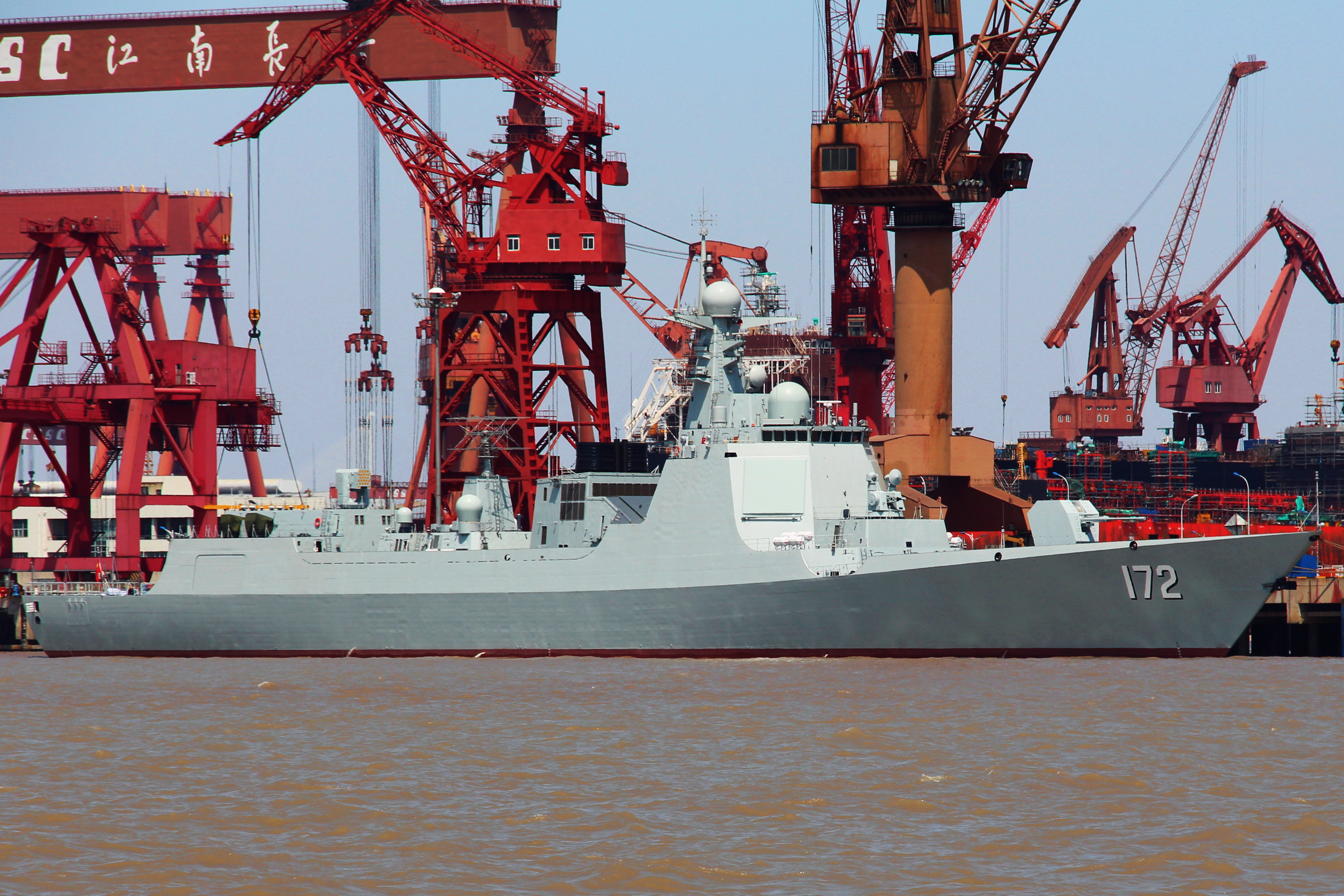
كيومينج أبريل 2014 الصين مدمرة من النوع 052 دال

المدمرة من النوع 052D ( المدمرة من فئة الناتو / OSD Luyang III ) هي فئة من مدمرات الصواريخ الموجهة في القوة السطحية البحرية لجيش التحرير الشعبي الصيني . النوع 052D هو البديل الأكبر من النوع 052C . نوع 052D يستخدم اسطوانة نظام إطلاق الرأسي (VLS)  ، ولها منصة مسطحة برادار نشط للمسح الإلكتروني مجموعة (AESA) .  لا يقتصر نظام VLS الجديد على صواريخ أرض جو ، مما يجعل المدمرة الصينية Type 052D أول مدمرة مخصصة متعددة الأدوار.
وسائل الإعلام الصينية تطلق على Type 052D اسم الدرع الصيني ، وتصورها على أنها نظير لسفن البحرية الأمريكية المعاصرة المجهزة بنظام نظام الدرع القتالي .  شجع ظهور الطراز 052D ، مع الرادار المسطح و VLS القائم على العلبة ، على استخدام لقب الدرع الصيني. 

## التصميم

### مجسات
تم تجهيز الطراز 052D بالرادار من النوع 346A AESA ونوع 518 من نوع L-band . 
تم تجهيزها أيضا بكل من السونار المتغير العمق (VDS) والسونار الخطي المقطوع. يتم نشر VDS من خلال فتحة مفصلية بواسطة آلية الرفع الهيدروليكية. VDS .

### التسلح
النوع 52D هو أول مدمرة سطح صيني تستخدم نظام VLS من خلال. 64 فتحة مجوفة محمولة ؛ 32 إلى الأمام و 32 في الخلف.  ويقال إن VLS هو تطبيق لمعيار جي جي بي 5860-2006 .  تطلق VLS صواريخ بعيدة المدى اتش كيو-9 البحريةل وصواريخ كروز YJ-18 المضادة للسفن وصواريخ CY-5 المضادة للغواصات. والسلاح الرئيسي هو مدفع عيار 130 سلاح ملم. 

### أسلحة أخري
يستخدم النوع 052D نظام ارتباط البيانات المتكامل للخدمة المشتركة (JSIDLS) ووصلة البيانات التكتيكية البحرية المشتركة (NCTDL). JSIDLS ونظام. NCTDL ببيانات تشفير ثنائي الاتجاه من الجيل التالي مع دعم للطائرات بدون طيار الكهربائية الضوئية وحزام صد ليزري ؛ يحل محل التوع الأقدم HN-900. 
هناك مسطح الطيران الممتد بأربعة أمتار ومن المرجح أن يستوعب التمديد مروحية هاربين Z-20 .
ومركب رادار «موجة مترية» على الصاري الخلفي. الغرض منه هو المساعدة في الكشف عن الطائرات الشبح.